# Likusy (Olsztyn)

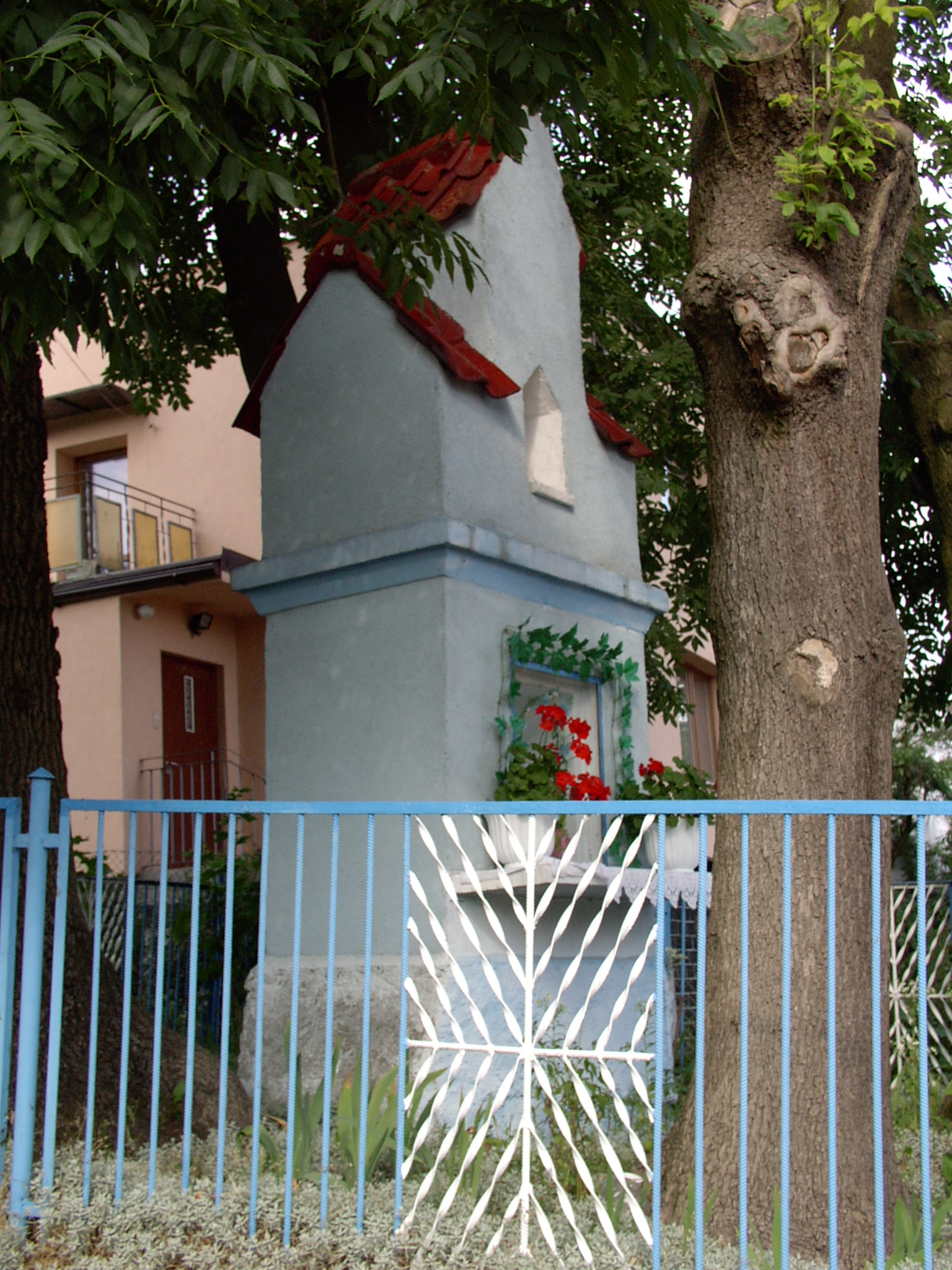
Kapliczka - pozostałość wiejskiego krajobrazu

Likusy (niem. Lykusen) – osiedle (jednostka pomocnicza gminy), stanowiące część oficjalnego podziału administracyjnego Olsztyna, położone w północno-zachodniej części miasta, nad Jeziorem Ukiel. Na jej terenie znajduje się również Jezioro Sukiel. Administracyjnie osiedle Likusy obejmuje osiedle Podlesie.

## Historia osiedla
Wieś Likusy uzyskała przywilej lokacyjny w 1356. Nazwa pochodzi z języka pruskiego i wywodzi się od imienia zasadźcy wsi, który zwał się Likus (Lyckusen). Lyckusen otrzymał 24 włóki na prawie chełmińskim (w tym 3 wolne włoki sołeckie) z wolnizną wynoszącą 7 lat. Była to niewielka wieś, licząca zaledwie 352,80 ha. 
Początkowo należała do parafii św. Jakuba w Olsztynie, potem (od 1871) do parafii w Gutkowie. Przez wiele lat Likusy pełniły wobec Olsztyna funkcję rekreacyjną, po II wojnie światowej powstało tu rozległe osiedle głównie domków jednorodzinnych. Do granic miasta wieś została włączona w 1966 roku a pozostała część czyli za torami w 1987, jest to teren należący do dzisiejszego osiedla Redykajny.

## Granice osiedla
- od wschodu: wzdłuż linii kolejowej Olsztyn-Morąg od miejsca na wysokości ul. Wędkarskiej 8 do ul. Jeziornej, graniczy z zachodnią stroną osiedla Nad Jeziorem Długim.
- od południa: granica przebiega w kierunku zachodnim ul. Jeziorną, a następnie północnym brzegiem jeziora Ukiel do zbiegu z ul. Bałtycką, następnie w kierunku wschodnim wzdłuż ulicy Bałtyckiej do zachodniej granicy obrębu ewidencyjnego nr 40.
- od zachodu: granica przebiega w kierunku północnym od ul. Bałtyckiej (na zachód od ul. Krańcowej) i biegnie w kierunku północnym do torów kolejowych Olsztyn-Morąg.
- od północy: granicę stanowi linia kolejowa Olsztyn-Morąg.

## Komunikacja
Ulice
Główną ulicą osiedla jest ul. Bałtycka. Od ul. Bałtyckiej odbiegają mniejsze uliczki, tworzące szereg międzyosiedlowych dróg. Osiedle leży około 5 minut drogi od centrum miasta, do którego trafić można, kierując się z ul. Bałtyckiej na ul. Grunwaldzką. Ul. Bałtycka jest również drogą wyjazdową na Morąg, a następnie Gdańsk.
Komunikacja miejska
Do końca 2015 przez teren osiedla przebiegały trasy 4 linii dziennych oraz jednej nocnej: 1, 6, 11, 27 oraz 101. Później ze względu na wprowadzenie w Olsztynie linii tramwajowych zmieniono numerację linii autobusowych i są to linie 101, 106, 111, 127, 145 (wprowadzona w styczniu 2025) i nocna N02.  Pierwszy autobus MPK pojawił się na Likusach w latach 50. Był to pojazd linii numer 5, jeżdżący wówczas na trasie  Likusy - pl. Roosevelta - Dajtki.  Poza autobusami MPK na Likusy dojeżdżają również busy prywatnych przewoźników, jeżdżących do podolsztyńskich wsi i miasteczek.

## Handel i usługi
Na terenie osiedla działa szereg osiedlowych sklepów spożywczych. Do dyspozycji mieszkańców jest także pizzeria oraz dwie restauracje (jedna na osiedlu Podlesie, druga przy drodze w kierunku Gutkowa).